# 徐韬 (学者)
徐韬（1887年—1955年），字曼略，号荷君，民国政治人物，文史学家、图书馆学家。擅长作诗。是香港作家徐訏之父。

## 生平
生于清宁波府慈溪县东乡洪塘。早年师从冯君木，是回风堂弟子。清光绪三十年（1903年）考中举人。辛亥革命后，历任浙江省、湖北省财政厅。又入北洋政府，任经济调查局编辑，任中华民国财政部秘书、公债司帮办。1928年10月30日，出任中央银行监事会秘书。后辞去政府公职，转而教书，因精通德文而任上海光华大学教授，曾译《康德哲学选集》，是中国最早系统介绍康德哲学的书籍，为一时之选。1949年后，任浙江图书馆副馆长、阅览部主任，并是浙江省文史研究馆馆员。

## 家庭
生有一子三女，独子徐訏移居香港，成为港著名作家。长女徐湘云嫁知名报人冯都良（《申报》主笔），而冯又是徐恩师冯君木的长子，其上海寓所拉都坊16号是民国上海文坛知名活动场所。

## 著作
- 《康德哲学选集》（译著）
- 《句羽室诗存》